# Beelzebub
|  | Aquest article tracta sobre el còmic. Si cerqueu la divinitat filistea, vegeu «Belzebú». |

Beelzebub (べるぜバブ, Beruzebabu) és un manga escrit i il·lustrat per Ryūhei Tamura que es va publicar a la revista Shōnen Jump de Shūeisha. Beelzebub va publicar-se per primera vegada com un one-shot de Tamura a la revista Weekly Shonen Jump el 2008 entre el volum 37-38, on va guanyar la Gold Future Cup i va ser serialitzada a la mateixa revista a partir del tretzè volum de 2009 i fins al tretzè volum de 2014, acumulant 240 capítols i 27 volums publicats. Un spin-off de la sèrie, Beelzebub Bangai Hen, va començar a ser publicat també per Shueisha el maig de 2014.
Una OVA va ser anunciada pel juliol de 2010. La sèrie animada o anime va ser confirmada i va començar a emetre's al Japó el 9 de gener de 2011 concloent el 25 de març del mateix any.

## Argument
La història segueix la vida de Tatsumi Oga, un estudiant de primer any de l'institut Ishiyama, una escola plena de delinqüents juvenils. La trama s'inicia quan l'Oga explica al seu millor amic, Takayuki Furuichi, l'estranya història de com va trobar un bebè i va ser obligat a fer-se'n càrrec. Un dia, mentre pegava a altres delinqüents vora el riu, veu un home flotant a l'aigua, qui sorpresivament es parteix en dos, deixant sortir un bebè del seu interior. El nen és el fill del Rei Dimoni, que va ser enviat per a destruir la humanitat. L'Oga és escollit per a criar-lo juntament amb la mainadera del bebè, Hildegarde. La història segueix la vida a l'institut de l'Oga mentre intenta criar al bebè, a qui anomena Beel i de qui no es pot separar més de 8 metres sota perill de mort.
Als primers capítols, l'Oga intenta per tots els mitjans passar a Beel a un altre estudiant d'Ishiyama, pensant que si troba algú més poderós i malvat que ell (qualitats per les que va ser elegit) el bebè s'unirà a ell i el deixarà lliure. Decideix intentar passar el nen a algun membre del Touhoushinki, els estudiants més forts d'Ishiyama. L'Oga coneix i lluita contra Hajime Kanzaki, el primer membre del Toushoushinki i un dels més propers a dominar l'institut. Malgrat això, l'Oga venç el Kanzaki amb facilitat, el que causa que Beel s'uneixi encara més a ell.
Més tard, l'Oga descobreix un tatuatge peculiar a la part de fora de la seva mà dreta. Hilda li explica que és el segell del Rei Dimoni, conegut com a "conjur Zebub" i que el marca com a servent de la familia real. La seva aparició implica que ha fet un contracte oficial amb el bebè Beel. També li diu que com més malvat és el portador del segell, més complex i gran es farà. Perquè el segell no creixi més, l'Oga intenta evitar posar-se en batalles amb la resta d'estudiants, però ho deixa córrer quen en Himekawa, el segon membre del Touhoushinki, captura la Hilda i el Furuichi. L'Oga s'infiltra a la base d'en Himekawa per a rescatar-los i el venç usant el conjur Zebub per primer cop. Les conseqüències d'haver utilitzat aquest poder es manifesten fent que el tatuatge creixi ocupant tot el seu braç. En mirar el blasó, Hilda comenta que l'enorme quantitat d'energia emprada per l'Oga, hauria enbogit a un humà normal i corrent.
Durant una visita al parc, l'Oga coneix una noia anomenada Aoi i el seu germà petit, el Kouta. L'Oga li demana immediatament per sortir amb ella, confonent el significat del "debut del parc", fent que l'equivocació es quedi al cor de l'Aoi. L'Oga li diu al Beel que lluiti contra el Kouta (potser com a broma), però en Kouta accepta el repte i el venç amb facilitat. Aquest esdeveniment es convertirà en una futura rivalitat entre els dos bebès. Més tard és revelat que l'Aoi, que en realitat anava disfressada tota l'estona, és en realitat Aoi Kunieda, la líder de les Red Tails i una altra membre dle Touhoushinki.
L'Aoi, que estava absent de l'escola durant els primers esdeveniments del manga, ha tornat a Ishiyama a vèncer l'Oga per evitar que causi més problemes a l'escola. Quan els dos es troben cara a cara en una batalla, ella s'adona que l'Oga és el mateix noi que va conèixer al parc però ell no la reconeix. Després que l'Oga eviti dos atacs de la noia, s'adona que el Beel se sent atret per l'Aoi i li demana que sigui la mare del Beel. Malgrat que això significa que el substitueixi com a pare, això causa una altra confusió com la del parc. La lluita és posposada i la Hilda arriba aviat per donar la llet al Beel. El MK5 apareix per primer com en aquesta saga, només per ser fàcilment derrotats en un patró que es repetirà al llarg de la història. Després de la batalla, el bebè Beel sent alguna cosa, que acaba sent l'últim dels Touhoushinki, el tojou. L'Oga, tot i això, no se n'adona.
L'Aoi veu la lluita de l'Oga i la Hilda contra l'MK5 i es creu els rumors són marit i muller. És desafiada per la Hilda per comprovar la seva habilitat, però la lluita acaba aviat, fent que la Hilda decideixi que l'Aoi no està al mateix nivell que l'Oga. Al mateix temps, l'Oga és desafiat per la Chiaki i la Nene, membres de les Red Tails. Dos estudiants femenines li diuen a l'Aoi que l'Oga les ha deixat fora de combat, malgrat que en realitat ha estat l'MK5.
L'Aoi, creient que ha estat l'Oga, el desafia per venjar les seves amigues mentre que l'Oga assumeix que vol acceptar el rol de ser la mare del Beel. Al mateix temps, la Nene es desperta a la infermeria i corre a avisar de la trampa de l'MK5 per enfrontar l'Aoi i l'Oga. L'MK5, tot i això, evita que ningú interrompi la lluita. La Nene quasi és disparada, però el Natsume apareix salvant-la i vencent els MK5. La Nene corre a explicar-li la veritat a l'Aoi, però és massa tard, ja que sembla que la líder de les Red Tails ha vençut l'Oga, només per a ser reemplaçat pel Miwa i l'Ikari (membres del MK5). L'Oga sobtadament s'aixeca i els venç amb gran facilitat. Llavors es mostra que la Hilda i el Furuichi han estat veient tota la batalla. Els tres amb el Beel, van a buscar el Toujou per intentar que ell es quedi el nen. Sense saber que estan caient en una trampa del Himekawa i el Kanzaki per aconseguir que s'enfrontin entre ells. L'Aoi corre a avisar a l'Oga de l'enorme força del Toujou. L'Oga i la resta tenen problemes per trobar el Toujou, pel que l'Oga li escriu una carta de desafiament i li demana a l'Aoi que li entregui. Ella intenta destruir-la, però és vista per un dels subordinats del Toujou. Ells planegen la lluita a les 5 de la tarda.
L'Oga és desafiat novament per l'MK5, a qui venç fàcilment, però això causa que arribi tard. El Toujou ha marxat després d'apallissar uns quants motoristes d'una banda, el que impulsa a l'Oga per trobar el Tojou. Més tard, el bebè Beel comença a sentir-se malalt, ha agafat un refredat. Misteriosament el tatuatge de l'Oga s'esvaeix i més tard a la nit el Beel desapareix. Hilda fa fora a l'Oga de casa perquè busqui el Beel i marxa cap al món demoníac a buscar ajuda. L'Oga busca el nen, però acaba trobant-se amb el Tojou qui té el Beel agafat a la seva esquena. Després d'una picabaralla en Tojou s'alça com el vencedor i li demana a l'Oga que el torni a desafiar algun cop. Quan l'Oga arriba a casa es troba a la Hilda esperant-lo, amb un estrany dimoni doctor conegut com a doctor Furucas i la seva assistent, la Lamia. Furucas revela que el refredat del Beel és la manera que té el nen d'afrontar un augment de poder, quedant-se tota l'energia per a ell mateix i tallant el vincle amb l'Oga per tal de protegir-lo. La Lamia injecta a l'Oga una droga que li permet restablir el vincle amb el Beel. Aleshores l'Oga torna a desafiar el Tojou amb l'ajuda dels altres tres Tohoushinki. Un cop aconsegueix arribar al Tojou, Beel torna a la normalitat i retorna amb l'Oga corrents. Tojou i l'Oga tenen un duel final on l'Oga es declara vencedor, però l'influx del poder del Beel causa que destrueixi tot l'institut.
Com que el seu institut ha estat destrossat, els estudiants d'Ishiyama són obligats a anar a un altre institut, el Saint Ishiyama. Inicialment són constantment mirats malament, però després d'un partit de voleivol contra els sis cavallers, els prejudicis inicials contra ells desapareixen. Durant el partit, el poder demoníac de l'Oga es mostra per culpa de la lluita contra algú que tenia un greuge contra ell. Per sort, el succés és encobert pel president del Saint Ishiyama, que diu que només ha estat un truc. El president resulta ser també un dimoni.
Un nou professor aviat arriba per substituir el que ensenyava al grup d'Ishiyama, deixant inconscients tant l'Oga com el Toujou i obligant-los a anar a classe. El professor, Zenjiro Saotome, reapareix més tard, quan l'Oga, la Hilda i l'Aoi són atacats per Hecadoth, i engega una batalla contra el demoni. Més tard, Naga i Graphel, els altres dos dimonis que van arribar al món humà en busca de l'Oga apareixen davant el Saotome, però ell empra el seu conjur per atacar-los. En adonar-se que el professor és massa poderós per ells, Naga utilitza una joia teletransportadora per retornar els tres dimonis al món demoniac. Després en Saotome, tot i el rebuig inicial de l'Oga, acaba entranant-lo en l'ús de conjurs demoníacs.

## Personatges
- Tatsumi Oga (男鹿 辰巳, Oga Tatsumi)

Seiyuu: Katsuyuki Konishi
L'Oga és un jove de 16 anys i el principal protagonista de la història. És mostrat com un noi fort, capaç de vèncer molts companys sense esforç. També és arrogant, egoista i no mostra cap mena de respecte per les altres persones, tot això sumat a una certa crueltat en obtenir plaer en turmentar desmés. Per totes aquestes "qualitats", és elegit com el pare del fill del Rey Dimoni: Beelzebub IV.
En realitzar el contracte amb el Beel, l'Oga no pot separar-se més de 15 metres del Beel sota perill de mort, motiu pel qual el porta a tot arreu, inclús a l'escola, l'Institut Ishiyama, on cursa primer. El bebè acostuma a pujar-se al seu cap. Un tatuatge a la mà dreta simbolitza el seu contracte amb Beelzebub, aquest li atorga immensos poders demoníacs, però alhora creix pel seu braç cada cop que es baralla amb algú.
L'actitud violenta i despreocupada li causen molts enemics, i se'n va fent encara més al llarg de la sèrie. Al començament, el seu únic amic sembla el seu company de classe Furuichi a qui coneix des que eren petits. Viu amb la seva germana i els seus pares, i quasi al principi la Hilda i el Beel es muden també a casa seva. Tot i la seva personalitat, demostra ser un gran pare pel Beel, fent créixer la relació entre els dos al llarg de la sèrie.
- Kaiser de Emperana Beelzebub IV (カイゼル・デ・エンペラーナ・ベルゼバブ4世, Kaizeru de Enperaāna Beruzebabu yonse)

Seiyuu: Ayumi Fujimura (VOMIC), Miyuki Sawashiro (OVA, Anime)
Conegut com a Beelzebub o simplement bebè Beel, és el fill menor del Rei Dimoni. Està molt unit al seu pare adoptiu l'Oga, i generalment es troba enganxat a la seva esquena o pujat al seu cap. Quan plora, crea un llamp que electrocutara a qualsevol pròxim a ell (generalment l'Oga). Sense l'Oga és més dèbil que un bebè humà mitjà, però quan entra en contacte amb ell pot alliberar el seu poder demoníac.
Va sempre despullat, qualsevol intent per vestir-lo és inútil, i du un xumet a la boca. Igual que l'Oga, s'enfada amb facilitat, tot i que els seus cabrejos són mostrats de manera més còmica. Com tots els dimonis, és capaç de sentir la força dels humans, i això fa que se senti atret per la gent poderosa com la Kunieda i el Tojo. El seu nom prové de la deitat filistea belcebú.
Al llarg de la sèrie, és mostra com la seva unió a l'Oga es va fent cada cop més forta, semblant realment pare i fill. Els dos mostren gran respecte per l'altre i es preocupen molt. També mostra algun desenvolupament com el que mostraria un humà normal, però molt més lent que el d'un bebè real. Té una rivalitat amb el germà petit de l'Aoi, que es mostra sempre des del vessant més còmic.
- Hildegarde (ヒルデガルダ, Hirudagarude)

Seiyuu: Kana Ueda (VOMIC), Shizuka Itō (OVA, Anime)
Prefereix ser coneguda pel seu hipocorístic Hilda. D'aspecte jove, rossa amb els ulls verds i uns grans pits, la Hilda és la sirventa del bebè Beel i li fa de manaidera. Sent una gran devoció pel Rei Dimoni i pensa que és un gran honor haber estat escollida com la cuidadora de Beelzebub IV. Vesteix amb vestits foscos, amb aspecte de Lolita, i té una criatura voladora conneguda com AK-Baba que li serveix de mitjà de transport.
Sempre du una ombrel·la amb una espasa amagada al mànec. La família de l'Oga (i molta de la gent del seu voltant), pensen que té una relació amb l'Oga i el Beel és el seu fill. Al començament, sent una gran aversió vers l'Oga en considerar-lo indigne de ser el pare del Beel. Tot i això, la seva relació va millorant i ella cada cop l'accepta més com a pare del seu senyor.
De caràcter fred i distant, alguns cops es mostra càlida i dolça, especialment amb el bebè Beel a qui sempre tracta amb molta cura. Com a lluitadora és molt hàbil, sent durant bastant temps la protagonista més poderosa de la sèrie. A l'hora de lluitar amb l'Oga, mostren una gran compenetració i malgrat la seva aparent aversió, cuiden molt l'un de l'altre.
- Aoi Kunieda (邦枝葵, Kunieda Aoi)

Seiyuu: Aki Toyosaki
L'Aoi forma part del Toushinki i és, també, la líder de les Red Tail, una banda de delinqüents juvenils formada només per noies. Té disset anys i és estudiant de segon curs a Ishiyama. Des del primer moment en què coneix l'Oga (sense que cap dels dos sàpiga qui és l'altre) s'enamora d'ell. A més, les paraules de l'Oga acostumen a causar malentesos, fent que ella cregui que se li està declarant.
Sempre du l'uniforme de la líder de les Red Tails, fins i tot a l'institut, i una espasa amb què pot tallar gairebé tot. Al començament sent una forta rivalitat vers la Hilda, ja que pensa que ella està manté una relació amb l'Oga. Quan descobreix la naturalesa demoníaca de la Hilda i qui és realment el Beel, la rivalitat es fa menys pronunciada. És una de les principals aliades de l'Oga durant tota la sèrie. Al bebè Beel li agrada molt l'Aoi i si sent molt unit.
- Takayuki Furuichi (古市貴之, Furuichi Takayuki)

Seiyuu: Takayuki Kondō (VOMIC), Takahiro Mizushima (OVA, Anime)
El primer i únic amic de l'Oga. Té 16 anys i cursa primer amb l'Oga a Ishiyama. És probablement l'únic estudiant d'Ishiyama que no és un delinqüent, de fet, les seves habilitats en combat són nul·les. És un pervertit i se sent gelós de l'Oga per tenir una noia tan maca com la Hilda vivint a casa i a més a Aoi al darrere. És un dels personatges més intel·ligents i acostuma a ser un bon estrateg.
Tot i ser un covard empedreït, si hi ha una noia pel mig intentarà fer-se l'heroi com sigui. És conegut com "l'idiota Furuichi" i acostuma a ser la víctima de moltes bromes al llarg de la sèrie. Queda implícit que és un bon estudiant. Sembla que el seu únic amic és l'Oga i tot i les seves personalitats completament oposades són molt lleials l'un amb l'altre.
Encara que és molt dèbil físicament, l'Oga el considera fort en altres aspectes, totes les batalles que han viscut junts han enfortit la seva amistat i un gran respecte mutu.
- Alaindelon (アランドロン, Aranderon)

Seiyuu: Wataru Takagi
És un dimoni interdimensional (pot traslladar gent del món humà al món demoníac i viceversa). És ell qui porta al bebè Beel al món humà. Treballa sota les ordres de la Hilda. Físicament és molt corpulent i acostuma a anar vestit només amb uns calçotets. La seva atracció pel Furuichi és mostrada a través de moltes situacions còmiques al llarg de la història. Aquest personatge se suposa que és una representació satírica del cantant Fredy Mercury. Les seves aparicions són majorment còmiques, tot i que demostra ser un dimoni molt competent com la Hilda.